# The Smoke (série télévisée)
Pour les articles homonymes, voir The Smoke.
Ne doit pas être confondu avec Smoke (série télévisée).
The Smoke est une série télévisée britannique en huit épisodes de 50 minutes créée par Lucy Kirkwood et diffusée du 20 février au 10 avril 2014 sur Sky1. Elle a aussi été diffusée au Canada à partir du 17 juillet 2014 sur M3.
En France, elle a été diffusée à partir du 29 octobre 2014 sur Jimmy puis est disponible sur Zive depuis le 1er septembre 2016. Néanmoins, elle reste inédite dans les autres pays francophones.

## Distribution

### Acteurs principaux
- Jamie Bamber (VF : Sébastien Hébrant) : Kev Allison, leader du White Watch
- Jodie Whittaker (VF : Mélanie Dermont) : Trish Tooley, petite amie de Kev
- Rhashan Stone (en) : Mal Milligan, membre du White Watch et meilleur ami de Kev
- Taron Egerton : Dennis « Asbo » Severs, rookie du White Watch
- Pippa Bennett-Warner (en) : Ziggy Brown, membre du White Watch
- Gerard Kearns (VF : Gauthier de Fauconval) : Little Al, membre du White Watch
- Dorian Lough (en) : Billy « Mince », membre du White Watch
- David Walmsley : Rob, membre du White Watch
- Martyn Ellis : Big Al, manager de la station

### Acteurs récurrents
- Amit Shah (VF : Nicolas Matthys) : Nick Chandrakala, commandant du White Watch
- Sam Gittins : Gog, le responsable de l'accident de Kev
- Sinead Matthews (en) : Julia Tooley, sœur de Trish
- Elizabeth Berrington (en) : Pauline Pynchon, thérapeute

## Épisodes
1. Jamais KO
2. Un mal s'immisce
3. Cindy, veux-tu m'épouser ?
4. Drôles de mères
5. Du mépris au respect
6. Triste anniversaire
7. Le tunnel de l'enfer
8. Dernier recours